# ZLG Atzendorf
Die Zentrale Landsport-Gemeinschaft Atzendorf ist ein deutscher Mehrspartensportverein, der im Staßfurter Ortsteil Atzendorf beheimatet ist. 

## Porträt
Die ZLG Atzendorf führt ihre Wurzeln bis zur Gründung des Männerturnvereins zu Atzendorf im Jahr 1878 zurück. 1910 wurde in Atzendorf erstmals ein Fußballverein gegründet. Nach dem Ende des Zweiten Weltkriegs änderten sich in der Sowjetischen Besatzungszone die Sportstrukturen grundlegend, die bisherigen Vereine wurde aufgelöst, und es entstanden zunächst lose organisierte Sportgruppen. Ab 1948 wurde begonnen, den Sport in der Ostzone auf der Grundlage von Betriebssportgemeinschaften (BSG) zu organisieren. In Atzendorf wurde 1949 die BSG MAS gegründet, deren Trägerbetrieb die örtliche landwirtschaftliche Maschinen-Ausleihstation war. Zusammen mit den Volleyballern entwickelte sich der Fußballsport zur leistungsstärksten Sektion. In der Fußballsaison 1949/50 erreichte die BSG MAS Platz drei in der drittklassigen Bezirksklasse Sachsen-Anhalt. Nachdem in Atzendorf eine Landwirtschaftliche Produktionsgenossenschaft (LPG) gegründet worden war, übernahm diese die Trägerschaft über die BSG, die sich daraufhin 1951 in „BSG Traktor“ umbenannte. Im selben Jahr konnte die Volleyballmannschaft ihren ersten DDR-weiten Erfolg mit dem Gewinn des Sportecho-Pokals erzielen. Die Fußballmannschaft spielte weiterhin in der Bezirksklasse, die ab 1950 mit Einführung der DDR-Liga nur noch viertklassig war. 1957 (die Saison war dem Kalenderjahr angeglichen) belegten die Atzendorfer den ersten Platz in ihrer Bezirksklassen-Staffel, die inzwischen durch die Schaffung der II. DDR-Liga nur noch die fünfte Liga war. Damit stiegen sie in die Bezirksliga Bezirk Magdeburg auf. Ebenfalls 1957 wurde die BSG Traktor durch einen 3:1-Sieg über Aktivist Hötensleben Fußball-Bezirkspokalsieger. Damit war sie zur Teilnahme am DDR-weiten Fußball-Pokalwettbewerb 1958 berechtigt. 
In der 1. Vorrunde des FDGB-Pokals trafen die Atzendorfer auf den Drittligisten Stahl Thale, erreichten im Heimspiel nach Verlängerung ein 3:3 und siegten in der Wiederholung auswärts mit 2:0. In der zweiten Runde sollte die BSG Traktor gegen den Viertligisten Aktivist Hohenmölsen antreten, verzichtete jedoch. In der Bezirksliga war die BSG, die sich 1959 für ein Jahr „BSG Aktivist“ nannte, vier Spielzeiten lang vertreten. Die Saison 1961/62 (Rückkehr zum Sommer-Frühjahr-Spielrhythmus) beendete die BSG Traktor auf dem Abstiegsplatz elf. 1962/63 spielte die Mannschaft in der Bezirksklasse A und stieg erneut ab. Es folgten zwei Spielzeiten in der fünftklassigen Bezirksklasse B, bis man nach einer Ligenreform zur Saison 1965/66 in die eingleisige Bezirksklasse Magdeburg eingestuft wurde. 
Während dieser Spielzeit kam es zu einer erneuten Änderung der Trägerschaft. Es beteiligten sich nun weitere LPG aus der Nachbarschaft an der Unterstützung der BSG, und es kam zur abermaligen Namensänderung in „Zentrale Landsport-Gemeinschaft (ZLG)“. Gleichzeitig wurde die Sektion Leichtathletik gegründet. Die Fußballmannschaft verblieb bis zum Ende des DDR-Fußballspielbetriebs in der Bezirksklasse. Als diese nach der Saison 1990/91 eingestellt wurde, hatte die ZLG Atzendorf Platz 13 belegt.
Am 1. Oktober 1990 hatte sich die ZLG in einen eingetragenen Verein umgebildet, eine Folge der politischen und wirtschaftlichen Verhältnisse nach der Wende von 1990. Der Verein bot weiterhin mehrere Sportarten an, darunter die Wettkampfsportarten Fußball, Volleyball, Tischtennis und Leichtathletik. Der Fußballmannschaft gelang 2008 der Aufstieg in achtklassige Landesklasse.

## Personen von besonderer Bedeutung
Der Fußballspieler Holger Döbbel (* 1960) spielte bis 1974 im Schülerbereich der ZLG Atzendorf. Danach wechselte er zum 1. FC Magdeburg, wo er 1977 Junioren-Nationalspieler und 1978 Oberligaspieler wurde.